# Meister von Sardoal

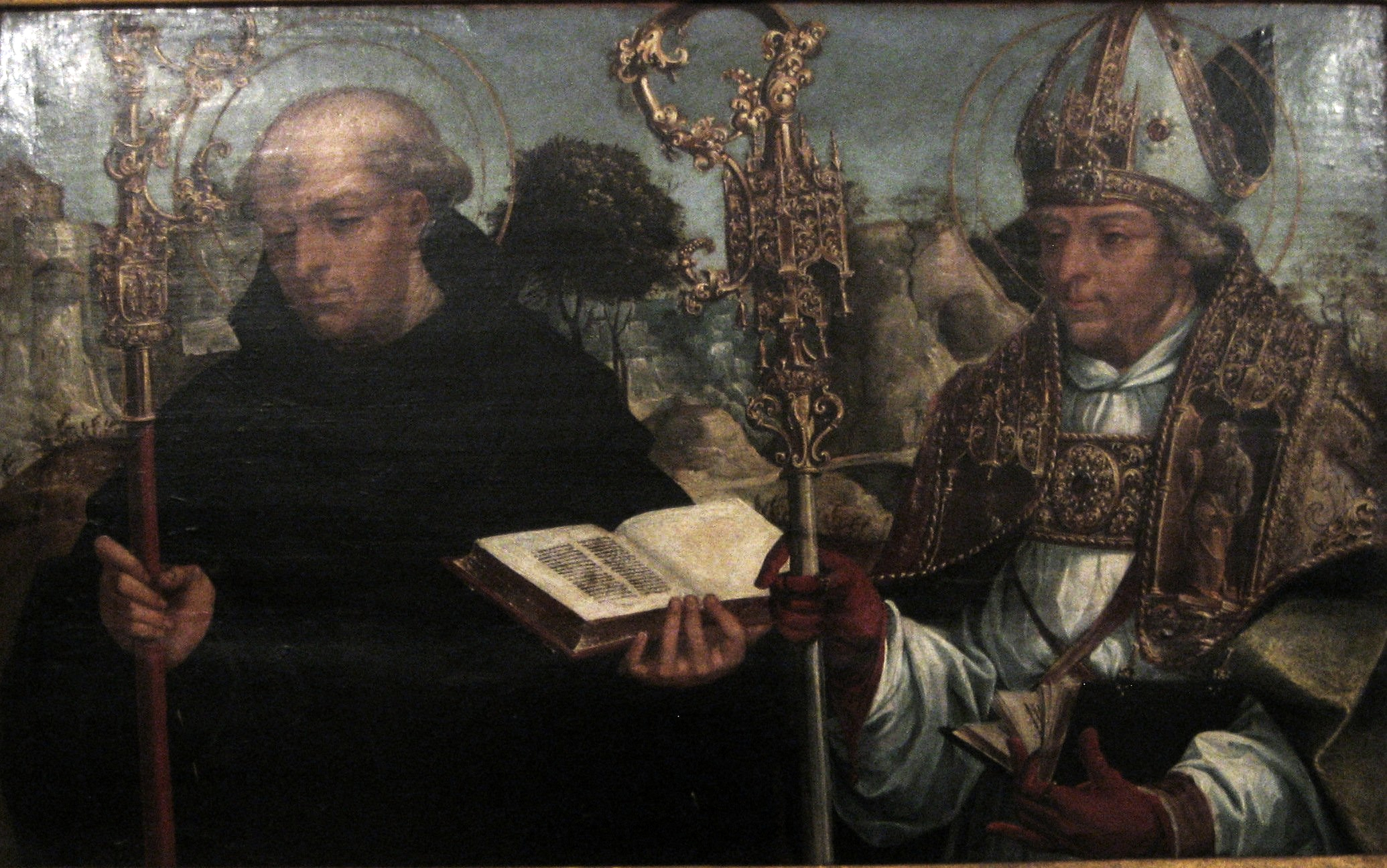
Meister von Sardoal: Die Heiligen Benedikt und Ambrosius. Um 1510, Centro de Apoio Social de Runa, Portugal

Als Meister von Sardoal (port. Mestre do Sardoal) wird ein Maler der portugiesischen Spätgotik bezeichnet. Der namentlich nicht bekannte Künstler erhält seinen Notnamen nach den von ihm um 1510 geschaffenen sieben Tafelbildern, die in der Kirche der Pfarrei St. Jacobus und St. Matthaeus (Igreja de São Tiago e de São Mateus) in Sardoal im Zentrum von Portugal zu finden sind.

## Stil
Der Meister von Sardoal kann als Vertreter der Manuelinik in der Malerei bezeichnet werden, einer Sonderform der Spätgotik in einer Periode des Wohlstandes in Portugal unter der Regierung von König Manuel I. von 1495 bis 1521. Der Stil des Meisters zeigt den Ausgang des Mittelalters und den Beginn der Renaissance, da der Meister wie auch andere Maler in Europa zwar noch traditionelle Motive und Ikonographie zeigt, Details und Hintergrund aber nun genauer beobachtet und im Sinne einer neuen Realitätsnähe dargestellt werden. Der Meister von Sardoal zeigt so den Einfluss der Altniederländischen Malerei und ihrer neuen Darstellung von genau beobachteter Natur. Deren Einfluss ist auch bei den manchmal als luso-flämische Malerschule gruppierten in Portugal arbeitenden flämischen Maler des 15. und 16. Jahrhunderts zu finden, so bei dem Hieronymitenmönch Frei Carlos oder den durch die ästhetischen und technischen Neuerungen der flämischen Malerei ihrer Zeit inspirierten portugiesischen Maler wie Francisco Henriques oder dem Meister von Lourinhã und deren Nachfolgern.

## Werke (Auswahl)
- Sieben Tafelbilder. (Öl auf Eichenholz: Johannes der Evangelist, Verkündigung, Segnender Christus (Cristo abençoando) mit Dornenkrone, St. Peter und St. Paul), Sardoal (Igreja de São Tiago e de São Mateus)

Dem Meister oder zumindest seiner Werkstatt werden weiter über zwanzig Bilder zugeschrieben, darunter:
- Anbetung der Könige. Lissabon (Museu Nacional de Arte Antiga, Museu das Janelas Verdes)
- Die Heiligen Benedikt und Ambrosius. Runa (CAR Centro de Apoio Social)
- Der heilige Vinzent. Beja (Museu Regional)
- Verkündigung (Altarbild aus dem Kloster Santa Maria de Celas). Coimbra (Museu Nacional Machado de Castro)
- Zwei Heilige. Évora (Museu de Évora)

Einige dieser Bilder werden unter dem Namen des Malers Vincente Gil geführt, mit dem der Meister von Sardoal identisch sein soll.

## Identifizierung
Unter den dem Meister von Sardoal zugeschriebenen Bildern befinden sich auch ein Altarbild (Retábulo de Montemor-o-Velho) und ein Heiligenbild, die mit den Initialen MN gezeichnet sind. Es wurde daher vorgeschlagen, dass der Künstler identisch sein kann mit dem nachweisbaren Maler Miguel Nunes. Auch Identität mit dem Maler Vicente Gil (aktiv zwischen 1498 und 1518) oder seinem Sohn Manuel Vicente wird aufgrund anderer Vermutungen in Fachkreisen diskutiert.